# Șîlovîci, Icinea
Șîlovîci (în ucraineană Шиловичі) este un sat în comuna Burimka din raionul Icinea, regiunea Cernihiv, Ucraina. În secolul al XIX-lea, satul făcea parte din volostul Burimka, uezdul Borzna.

## Demografie
Componența lingvistică a localității Șîlovîci
     Ucraineană (96,83%)
     Rusă (3,17%)
Conform recensământului din 2001, majoritatea populației localității Șîlovîci era vorbitoare de ucraineană (96,83%), existând în minoritate și vorbitori de rusă (3,17%).